# Terza guerra persiano-turca
La terza guerra persiano-turca fu il terzo e ultimo conflitto tra l'Impero sasanide e il Khaganato turco occidentale. A differenza delle precedenti guerre, non fu combattuta in Asia Centrale, ma in Transcaucasia. Le ostilità erano iniziate nel 627. A iniziare la guerra furono il khagan Tong Yabghu dei Göktürk occidentali e l'imperatore Eraclio I dell'Impero romano d'Oriente. I Sasanidi erano alleati con gli Avari.

## Antefatti
In seguito al primo assedio di Costantinopoli con il quale gli Avari e i Persiani tentarono di espugnare la città, l'assediato imperatore bizantino Eraclio si trovò politicamente isolato. Non poteva contare sull'aiuto dei potentati armeni cristiani di Transcaucasia, poiché venivano considerati eretici dalla Chiesa ortodossa, e il re di Iberia preferì farsi amici i Persiani religiosamente tolleranti. Eraclio trovò un naturale alleato in Tong Yabghu.
Nel 625, Eraclio mandò nelle steppe il suo emissario, Andrea, che promise al Khagan grandi ricchezze in cambio di aiuto militare. Il khagan, per parte sua era ansioso di assicurare i commerci sino-bizantini lungo la via della seta, che erano stati interrotti dai Persiani a seguito della seconda guerra persiano-turca. Rispose quindi all'imperatore bizantino che si sarebbe vendicato dei suoi nemici e che lo avrebbe aiutato nella guerra contro il comune nemico persiano. Un'unità di 1 000 cavalieri attraversò la Transcaucasia persiana e portò il messaggio del Khagan all'accampamento bizantino in Anatolia.

## Assedio di Derbent

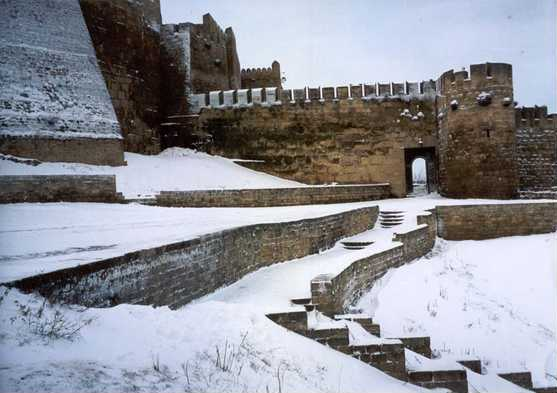
La fortezza sasanide di Derbent.

Agli inizi del 627, i Göktürk e i loro alleati cazari arrivarono a Derbent. Questa nuova fortezza era l'unica via d'accesso alla terra fertile dell'Aghvania (odierno Azerbaigian settentrionale). Lev Gumilev osserva che la milizia armata alla leggera dell'Aghvania non era in grado di reggere all'urto delle orde della cavalleria pesante comandata da Tong Yabghu. Le sue truppe assediarono e presero Derbent e invasero l'Aghvania, saccheggiandola. La caduta e il sacco di Derbent venne descritta nei minimi dettagli dallo storico locale Mosé di Dascurene, che si pensa abbia assistito all'evento:
La caduta della fortezza che era creduta inespugnabile diffuse il panico in tutta la regione. L'esercito agvano si ritirò nella capitale Partav, per poi muovere verso il Caucaso. I Göktürk, con i Cazari, piombarono loro addosso nei pressi del villaggio di Kalankatuyk, e li annientarono, prendendo prigionieri tutti quelli che non uccisero. I conquistatori imposero poi pesanti tributi ai vinti, come riferisce Mosé di Dascurene:

## Assedio di Tbilisi

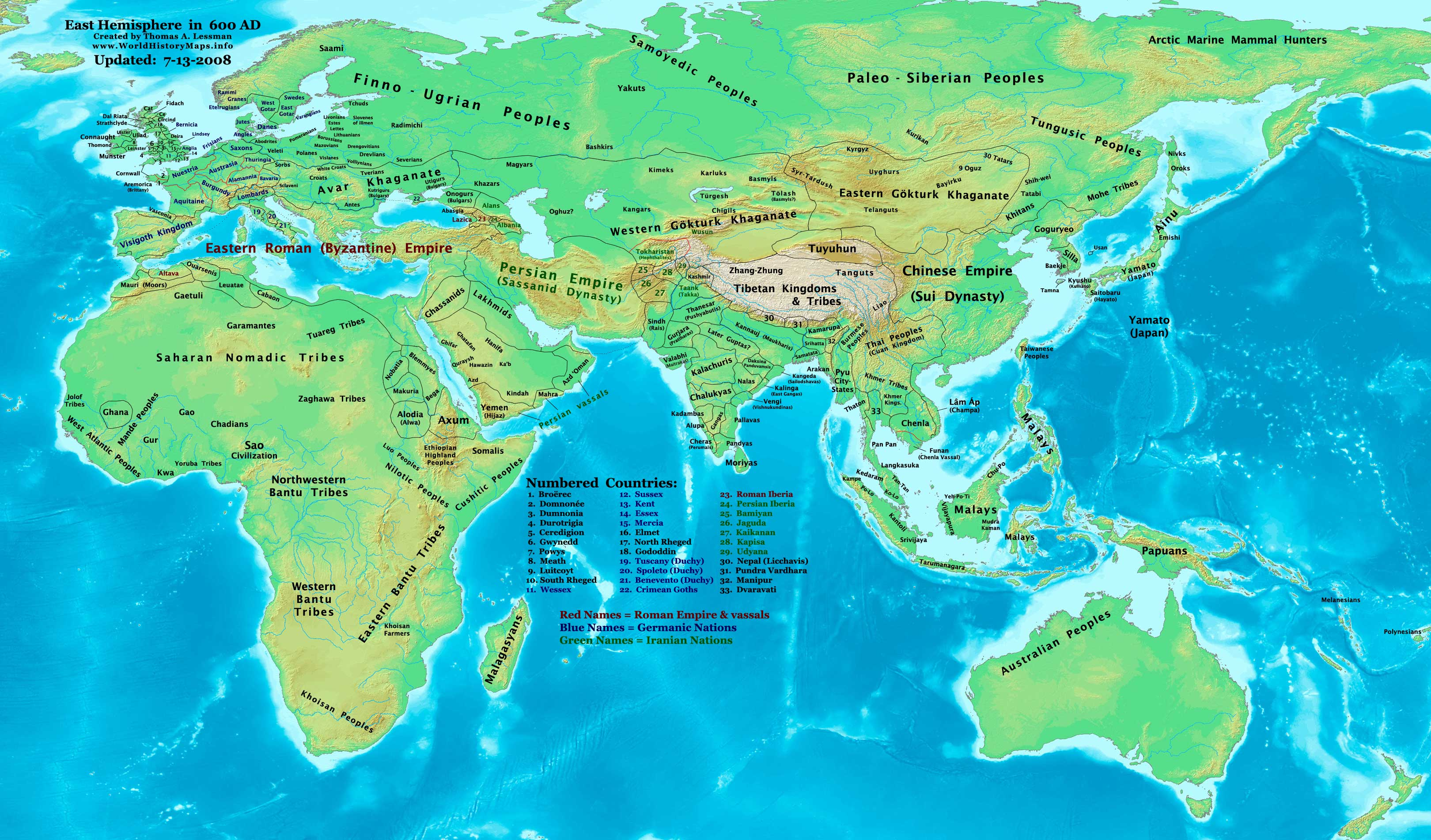
I khaganati Göktürk al loro apogeo, ca. 600 d.C. In blu i Khaganati orientali, in porpora quelli occidentali. In chiaro le zone direttamente controllate, in scuro le sfere di influenza

L'obiettivo successivo dell'offensiva turco-bizantina era il Regno di Iberia, il cui re Stefano era tributario di Cosroe II. Secondo lo storico Movses Kagankatvatsi, i Cazari «circondarono e assediarono la famosa e grande città commerciale sibaritica di Tbilisi», dove vennero raggiunti dall'imperatore Eraclio con il suo potente esercito.
Eraclio e Tong Yabghu (che le fonti bizantine chiamano Ziebel) si incontrarono sotto le mura di Narikala. Il yabghu andò dall'imperatore, baciò la sua spalla e fece un inchino. In cambio, Eraclio abbracciò il re dei barbari, lo chiamò figlio, e l'incoronò con il suo diadema. Durante il successivo banchetto i leader dei cazari ricevettero grandi doni in forma di orecchini e vestiti, mentre al yabghu venne promessa la mano della figlia dell'imperatore, Eudoxia Epiphania.
L'assedio andò avanti senza risultati, intervallato dalle frequenti sortite degli assediati, una delle quali costò la vita al loro re. Dopo due mesi i Cazari si ritirarono nelle steppe, promettendo di ritornare in autunno. Tong Yabghu lasciò il giovane Buri-sad, forse suo figlio o nipote, in cambio dei rimanenti quarantamila che stavano assistendo Eraclio durante l'assedio. Poi se ne andarono, lasciando i Bizantini soli. I bizantini continuarono l'assedio, venendo scherniti dagli assediati.
Quando i Georgiani ironicamente chiamarono l'imperatore «il caprone», riferendosi al suo matrimonio incestuoso, Eraclio pensò a un passo del Libro di Daniele sul montone bicorne deposto dal caprone con una sola corna. Lo interpretò come un buon auspicio e si diresse con il suo esercito a sud. Il 12 dicembre 627 egli apparve sulla sponda del Tigri e vinse l'esercito Persiano presso le rovine di Ninive. In gennaio devastò i sobborghi della capitale dei Persiani Ctesifonte, causando una profonda trasformazione nelle relazioni tra Persiani e Bizantini.

## Conclusione
In seguito al trionfo di Eraclio, Tong Yabghu accorse per riprendere l'assedio di Tbilisi e prese la città in inverno: «con le spade sguainate, mossero verso le mura, ed erano una tale moltitudine che, inerpicandosi gli uni sulle spalle degli altri, raggiunsero gli spalti. Una cupa ombra cadde sugli sbigottiti cittadini: erano stati sconfitti, e non avevano più alcuna difesa», racconta Mosé di Dascurene. Anche se i Georgiani si arresero senza ulteriore resistenza, la città venne depredata e i suoi cittadini vennero massacrati. Il governatore persiano e il principe georgiano vennero torturati a morte in presenza di Tong Yabghu.
I Göktürk, rinomati per la loro abilità nel combattimento individuale, mai eccelsero negli assedi. Per questo motivo Gumilev attribuisce la presa di Tbilisi ai Cazari. Ci sono buone ragioni per credere che questo successo incoraggiò Tong Yabghu a pensare in grande. Egli infatti progettò di annettere l'Aghvania al suo khaganato, invece di intraprendere un usuale campagna di saccheggio. Prima di ritornare a Suyab ordinò a Buri-sad e i suoi generali di «risparmiare la vita ai re e i nobili di quella terra, in quanto uscirono per incontrare mio figlio, arrendersi al mio dominio, concedere le loro città, castelli, e il commercio alle mie truppe». Queste parole indicano che Tong Yabghu era ansioso di ottenere il controllo della porzione più occidentale della via della seta, al contempo rafforzando il suo controllo sui tratti più orientali che portavano in Cina. Nell'aprile del 630 Buri-sad era determinato a espandersi e mandò il generale Chorpan Tarkhan con un esercito di 3 000 cavalieri a invadere l'Armenia. Usando una tattica caratteristica dei guerrieri nomadi, Chorpan Tarkhan tese un'imboscata e annichilì l'esercito persiano di 10 000 soldati mandati da Shahrbaraz per respingere l'invasione. Fortunatamente per i Persiani, ci furono delle rivolte nel Khaganato turco occidentale in quell'anno e Buri-sad evacuò rapidamente la Transcaucasia.

### Fonti primarie
- Mosé di Dascurene, История агван Моисея Каганкатваци, писателя X века [La storia di Mosé di Dascurene, uno scrittore del X secolo], traduzione di Kerovbe Patkanian, San Pietroburgo, 1861.
- Teofane Confessore, Летопись византийца Феофана от Диоклетиана... [Cronaca del bizantino Teofane di Diocleziano...], Mosca, 1890.

### Fonti secondarie
- (RU) Mikhail Artamonov, Очерки ранней истории хазар [Saggi sulla storia antica dei Cazari], Leningrado, 1936.
- (RU) Mikhail Artamonov, Istoriya Khazar [Storia dei Cazari], Leningrado, 1962.
- (EN) Kevin Ala Brook, The Jews of Khazaria, 2ª ed., Rowman & Littlefield Publishers, Inc, 2006.
- (EN) David Christian, A History of Russia, Mongolia and Central Asia, Blackwell, 1999.
- (EN) Edward Gibbon, The History Of The Decline And Fall Of The Roman Empire, Londra, 1845.
- (RU) Lev Nikolaevič Gumilëv, Древние тюрки [I Goktürk], Mosca, AST, 2007, ISBN 5-17-024793-1.